# Berufskolleg des Märkischen Kreises in Iserlohn

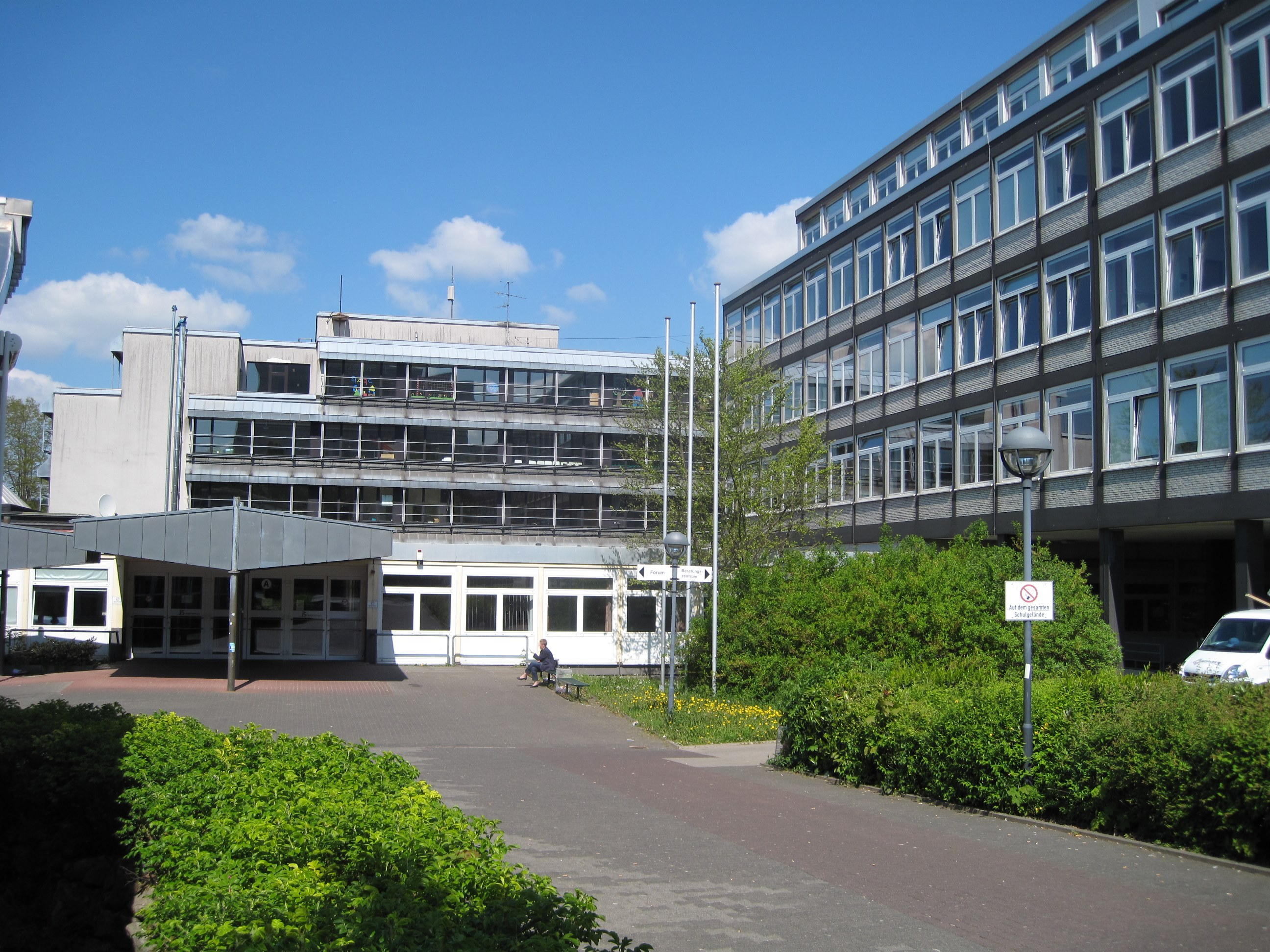
Berufskolleg

Das Berufskolleg des Märkischen Kreises in Iserlohn (verkürzt auch BK Iserlohn oder BKdMK) ist eine der größten Schulen im Regierungsbezirk Arnsberg. Die Schule hat die Standorte Iserlohn (Hauptstandort) und Iserlohn-Letmathe.
Das Bildungsangebot des Berufskollegs Iserlohn steht unter der Leitidee: „Unsere Bildungsvielfalt für Ihre Zukunft.“
Diese Leitidee wird umgesetzt durch die Ausbildungsmöglichkeiten in den fünf Fachabteilungen Wirtschaft und Verwaltung, Gestaltung, Sozial- und Gesundheitswesen, Ernährungsmanagement sowie Land- und Gartenbau. Das Bildungsangebot umfasst 23 vollzeitschulische Bildungsgänge, den berufsbegleitenden Unterricht in 21 Ausbildungsberufen und berufsvorbereitende Maßnahmen für Schülerinnen und Schüler ohne Berufsausbildungsverhältnis.
Seit Januar 2015 hat das Berufskolleg Iserlohn „Internationale Förderklassen“ eingerichtet mit dem Ziel, jungen Erwachsenen die deutsche Sprache zu lehren und sie auf eine berufliche Ausbildung vorzubereiten. Ebenso werden ab dem 1. Februar 2017 junge Geflüchtete im Rahmen der Maßnahme „Fit für mehr“ unterrichtet.
Jeder Schüler erwirbt eine Doppelqualifikation: je nach gewähltem Bildungsgang entweder einen Berufsabschluss oder berufliche Kenntnisse, Fähigkeiten und Fertigkeiten und zusätzlich einen allgemeinbildenden Abschluss der Sekundarstufe II oder I.
Abschlüsse der Sekundarstufe II sind die Allgemeine Hochschulreife, der schulische Teil der Fachhochschulreife bzw. die Fachhochschulreife. Alle Schulabschlüsse der Sekundarstufe I können nachgeholt werden: Dazu gehören der mittlere Schulabschluss (Fachoberschulreife), der Hauptschulabschluss nach Klasse 10, der Hauptschulabschluss. Der Erwerb einer Doppelqualifikation ermöglicht durch die enge Verzahnung von Theorie und Praxis eine gezielte Vorbereitung der Schüler auf einen späteren Beruf oder ein Studium. Detailinformationen zu den einzelnen Bildungsgängen befinden sich auf der Homepage des Berufskollegs des Märkischen Kreises in Iserlohn.

## Geschichte
1832 wurde die erste „Handwerker-Sonntagsschule“ mit 100 Schülern und drei Lehrern gegründet. Das war der Grundstein des heutigen Berufskollegs des Märkischen Kreises in Iserlohn. Von 1852 bis 1872 erfolgte die Umbenennung der Handwerker-Sonntagsschule in „Handwerker-Fortbildungsschule“ mit erweitertem Fächerkanon und drei Klassen. Eine Lehranstalt für kaufmännische Berufe wurde 1906 durch den Iserlohner kaufmännischen Verein gegründet. 1924 und 1925 war die Geburtsstunde der Berufsschule als Bündelschule: Zusammenfassung der gewerblichen und kaufmännischen Fortbildungsschule mit einem gemeinsamen Stundenplan, dem morgendlichen Unterricht an Werktagen und hauptamtlichen Lehrkräften. 1964 wurde das neu errichtete Schulgebäude am jetzigen Standort Hansaallee 19 eingeweiht. Die Schulträgerschaft wechselte 1975 zum Märkischen Kreis.
Der Gebäudepark ist seit 1982 kontinuierlich durch zusätzliche Fachräume, Labore, das Kommunikationszentrum „Kolibri“ und durch das 1999 eingeweihte „Forum“ als Ort für Großveranstaltungen erweitert worden.

## Bildungsangebot
Die nachfolgende Übersicht zeigt das vielfältige Bildungsangebot der Schule in den fünf Fachabteilungen. Systematisiert ist die Übersicht nach den zu erreichenden Abschlüssen (Doppelqualifikation):
Allgemeine Hochschulreife in Verbindung mit beruflichen Kenntnissen, Fähigkeiten und Fertigkeiten
- Wirtschaftsgymnasium

Allgemeine Hochschulreife für berufserfahrene Schülerinnen und Schüler
- Fachoberschule Klasse 13 für Gestaltung

Schulischer Teil der Fachhochschulreife bzw. Fachhochschulreife und berufliche Kenntnisse, Fähigkeiten und Fertigkeiten
- zweijährige Höhere Berufsfachschule für Gesundheit/Soziales
- zweijährige Höhere Berufsfachschule für Ernährung/Hauswirtschaft
- zweijährige Höhere Berufsfachschule für Wirtschaft und Verwaltung

zusätzliche Profilbildung in der zweijährigen Höheren Berufsfachschule für Wirtschaft und Verwaltung:
- EBC (European Business Class) mit dem Fach Englisch als den zentralen Schwerpunkt und der Möglichkeit einer Zertifikationsprüfung:„Trinity Examination“

Fachhochschulreife und berufliche Kenntnisse, Fähigkeiten, Fertigkeiten
- zweijährige Fachoberschule für Agrarwirtschaft, Bio- und Umwelttechnologie Klasse 11 S (FOS 11) – mit Praktikum – und 12 S (FOS 12) (Schulstandort Iserlohn-Letmathe)
- einjährige Fachoberschule 12 B für Agrarwirtschaft, Bio- und Umwelttechnologie für Schüler, die bereits über eine abgeschlossene Berufsausbildung verfügen (Schulstandort Iserlohn-Letmathe)

Fachhochschulreife und Berufsabschluss nach Landesrecht
- dreijährige Höhere Berufsfachschule für Gestaltungstechnische Assistenten/Assistentinnen mit dem Berufsabschluss „Gestaltungstechnische/-r Assistent/-in für Grafikdesign und Objektdesign“ bzw. „Medien/Kommunikation“
- dreijährige Fachschule des Sozialwesens – Fachrichtung Sozialpädagogik mit dem Berufsabschluss „Staatlich anerkannte Erzieherin/Staatlich anerkannter Erzieher “
- dreieinhalbjährige Fachschule für Wirtschaft mit dem Abschluss „Staatlich geprüfte/-r Betriebswirt/-in“ – zusätzlich mit der Möglichkeit des Bachelorabschlusses, auch in Teilzeitform

Mittlerer Schulabschluss (Fachoberschulreife), ggf. mit Q-Vermerk bzw. Hauptschulabschluss nach Klasse 10 und Berufsabschluss als „Staatlich geprüfte Kinderpflegerin/Staatlich geprüfter Kinderpfleger“
- zweijährige Berufsfachschule für Sozial- und Gesundheitswesen – Fachrichtung Kinderpflege (Schulstandort Iserlohn)

Mittlerer Schulabschluss (Fachoberschulreife); ggf. mit Q-Vermerk und berufliche Kenntnisse, Fähigkeiten und Fertigkeiten
- einjährige Berufsfachschule für Agrarwirtschaft (Schulstandort Iserlohn-Letmathe)
- einjährige Berufsfachschule Wirtschaft und Verwaltung
- einjährige Berufsfachschule für Ernährungsmanagement
- einjährige Berufsfachschule Sozial- und Gesundheitswesen
- einjährige Berufsfachschule für Farbtechnik und Raumgestaltung

Hauptschulabschluss nach Klasse 10 und berufliche Kenntnisse, Fähigkeiten und Fertigkeiten
- einjährige Berufsfachschule für Agrarwirtschaft (Schulstandort Iserlohn-Letmathe)
- einjährige Berufsfachschule für Ernährungsmanagement
- einjährige Berufsfachschule für Farbtechnik und Raumgestaltung

Hauptschulabschluss und berufliche Kenntnisse, Fähigkeiten und Fertigkeiten und berufliche Orientierung
- Ausbildungsvorbereitung (Vollzeit): Agrarwirtschaft (Schulstandort Iserlohn-Letmathe)
- Ausbildungsvorbereitung (Vollzeit): Ernährungsmanagement (Schulstandort Iserlohn)

Auch gibt es in allen Fachabteilungen für Jugendliche, die bei der Agentur für Arbeit gemeldet sind, Klassen zur
Ausbildungsvorbereitung für Schüler ohne Ausbildungsverhältnis in Teilzeitform. Die Zuweisung erfolgt durch die Agentur für Arbeit.
Fachhochschulreife und Abschluss „Staatlich geprüfte/r Betriebswirt/-in“, zusätzlich Bachelorabschluss möglich (Unterricht in berufsbegleitender Teilzeitform)
- Die Ausbildung dauert 3,5 Jahre (sieben Semester) und setzt sich aus Präsenzzeiten, Selbstlernphasen und einer Projektarbeit zusammen. Die berufsbegleitende Ausbildung qualifiziert für die Übernahmen erweiterter Verantwortungsbereiche und Führungsaufgaben in Unternehmen, Verwaltungen und anderen Einrichtungen. Die Eingangsvoraussetzung ist der mittlere Schulabschluss (Fachoberschulreife) und der Berufsabschluss im kaufmännischen Bereich und ein Jahr Berufstätigkeit oder der mittlere Schulabschluss und ein anderer Berufsabschluss und fünf Jahre kaufmännische Berufspraxis. Der Besuch der Fachschule für Wirtschaft kann außerdem mit einem Bachelor-Studium kombiniert werden und führt dann zu zwei hochwertigen Abschlüssen („Staatlich geprüfte Betriebswirtin/Staatlich geprüfter Betriebswirt“ und „Bachelor of Arts“).

Fachklassen des dualen Systems
- Fachklassen des dualen Systems werden an den Schulstandorten Iserlohn und Iserlohn-Letmathe und in allen Abteilungen angeboten mit Ausnahme der Abteilung Sozial- und Gesundheitswesen.
- Dualer Studiengang Industrie mit integrierter Ausbildung zur Industriekauffrau/zum Industriekaufmann in Kooperation mit der BiTS Iserlohn ab Sommer 2017. Voraussetzung für diesen Bildungsgang ist das Abitur oder die Fachhochschulreife sowie ein entsprechender Ausbildungsvertrag zur Industriekauffrau/zum Industriekaufmann (Schulstandort Iserlohn).

## Arbeitsgemeinschaften/Projekte

Bildmarke des BKdMK

Zur Gestaltung des Schullebens werden zahlreiche Arbeitsgemeinschaften und Projekte an den verschiedenen Schulstandorten angeboten.
- Jugend debattiert
- die Theater-Arbeitsgemeinschaft mit jährlicher, öffentlicher Aufführung
- bk:picture, von Schülerinnen und Schülern der Abteilung Gestaltung geführte Bild- und Fotografenagentur[3]
- PausenbrotDesign (Schüler-Werbeagentur des Berufskollegs[4])
- Team Umweltbildung[5]
- Sport- und Gesundheitstage in Verbindung mit dem Sponsorenlauf für eine gemeinnützige Institution (einmal pro Jahr)
- Teilnahme am Erasmus + (Programm für Bildung, Jugend und Sport der Europäischen Union)
- Tutorensystem

## Auszeichnungen/Zertifikate
Für das Langzeitprojekt „BK SCHOOL SHOPPING“ erhielt das Berufskolleg am 23. Juni 2005 am Schulstandort Iserlohn durch das Bundesministerium für Wirtschaft und Arbeit den zweiten Preis im Rahmen des Wettbewerbs „Berufsschulpreis 2005 zur Förderung der beruflichen Selbstständigkeit“.
Weitere Auszeichnungen sind:
- Seis-Schule (seit 2007)
- Umweltschule in Europa
- Energieschule in NRW
- Ressourcenschule – Auszeichnung der Verbraucherzentrale NRW (seit 2016)

## Beratungszentrum
Seit 2002 gibt es am Schulstandort Iserlohn ein Beratungszentrum, das von einem Schulsozialarbeiter und speziell ausgebildeten Lehrern der Schule geleitet wird. Hier erhalten Schüler in schwierigen Lebenssituationen professionelle Hilfe und Unterstützung.